# Meldrum Mountain
Der Meldrum Mountain ist ein Berg im nordwestlichen Teil des Yellowstone-Nationalparks im Süden des US-Bundesstaats Montana. Sein Gipfel hat eine Höhe von 2905 m und ist Teil der Gallatin-Range in den Rocky Mountains. Benannt wurde der Berg im Jahr 1962 vom National Park Service nach John W. Meldrum.

## Belege
1. ↑  Geonames: Meldrum Mountain. Abgerufen am 28. Dezember 2020.